# Поплітник смугастий
Поплі́тник смугастий (Cantorchilus semibadius) — вид горобцеподібних птахів родини воловоочкових (Troglodytidae). Мешкає в Коста-Риці і Панамі.

## Опис

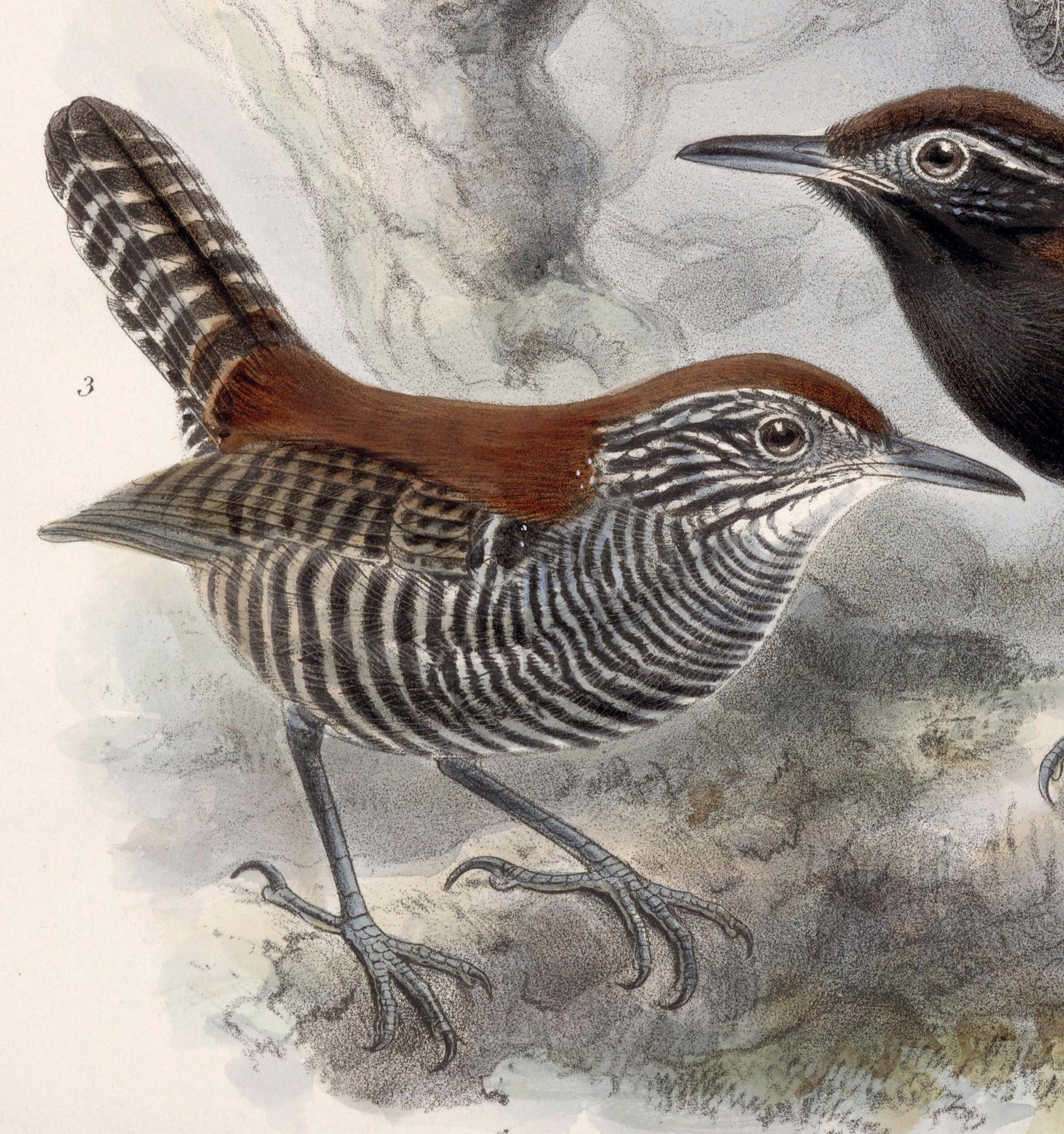
Смугастий поплітник

Довжина птаха становить 13-14 см, вага 17 г. Верхня частина голови оранжево-коричнева, потилиця, спина і надхвістя каштанові. Плечі і покривні пера крил чорнувато-сірі, поцятковані вузькими сірувато-білими смужками. Махові пера оранжево-коричневі, поцятковані чорнуватими смужками, хвіст чорнуватий, поцяткований білувато-охристими смужками. Над очима чорно-білі "брови", обличчя плямисте, чорно-біле. Підборіддя сіре, нижня частина тіла білувато-сіра, поцяткована вузькими чорними смужками. Очі світло-червонувато-карі, дзьоб зверху чорний, знизу сірий, лапи тьмяно-сірі. Виду не притаманний статевий диморфізм. Молоді птахи мають дещо тьмяніше забарвлення, тім'я у них поцятковане чорним лускоподібним візерунком, смуги на нижній частині тіла у них менш чіткі.

## Поширення і екологія
Смугасті поплітники мешкають на південному заході Коста-Рики (на південь від затоки Нікоя) та на північному заході Панами. Вони живуть в густих заростях на берегах річок і озер, на узліссях вологих рівнинних і заболочених тропічних лісів. Зустрічаються парами або сімейними зграйками, на висоті до 1200 м над рівнем моря. Живляться комахами та іншими безхребетними. Розмножуються протягом всього року. Гніздо кулеподібне з бічним входом, розміщується на висоті від 1,5 до 2,2 м над проточною водою. В кладці 2 білих яйця, поцяткованих світло-коричневих плямками. Ігнкубаційний період триває 18-19 днів, насиджують лише самиці. Пташенята покидають гніздо через 16 днів після вилуплення.